# Picatua
Picatua (en euskera: Pikatua) es una localidad perteneciente al municipio de Ochagavía, en la Comunidad Foral de Navarra, España.

## Geografía
Se encuentra cerca de la frontera con Francia. Pese a pertenecer al municipio de Ochagavía, se trata de un periclave del mismo ya que para acceder a la localidad desde la capital del municipio se tiene que pasar necesariamente primero por Izalzu.